# Сезон «Реал Бетіс» 2012—2013
Сезон «Реал Бетіс» 2012—2013 - 78-й за ліком сезон футбольного клубу Реал Бетіс.

## Змагання

### Легенда
Виграш
      Нічия
      Поразка
      Перенесено

### Ла-Ліга

#### Матчі
| 1 19 серпня 2012 | Атлетік (Більбао)                                 | 3–5      | Бетіс                                                      | Більбао                                                                      |  |
| 19:00 ЦЄЛЧ       | Де Маркос 47' Сан Хосе 49', 67', 76' Адуріс 90+2' | Протокол | Кастро 7', 44' Моліна 26', 87' Беньят 31', 58' Посуело 80' | Стадіон: Сан-Мамес Глядачі: 36,000 Суддя: Хосе Тейшейра Вітьєнес (Кантабрія) |  |

| 2 25 серпня 2012 | Бетіс                                                     | 1–2      | Райо Вальєкано                                                      | Севілья                                                                                       |  |
| 21:00 ЦЄЛЧ       | Моліна 4', 90+1' Агра 35' Беньят 54' Перейра 67' Начо 71' | Протокол | Піті 2', 59' Касадо 37' Тіто 43' Баптістан 62' Амат 89' Рубен 90+5' | Стадіон: Естадіо Беніто Вільямарін Глядачі: 29,313 Суддя: Мігель Анхель Айса Гамес (Валенсія) |  |

| 3 17 вересня 2012 | Вальядолід | 0–1      | Бетіс      | Вальядолід                                                                             |  |
| 21:30 ЦЄЛЧ        |            | Протокол | Кастро 89' | Стадіон: Хосе Соррилья Глядачі: 13,000 Суддя: Карлос Дельгадо Феррейро (Країна Басків) |  |

| 4 22 вересня 2012 | Бетіс                                                           | 1–0      | Еспаньйол                                                          | Севілья                                                                      |  |
| 20:00 ЦЄЛЧ        | Паулан 18' Беньят 29' Перес 46' Нелсон 57' Агра 90' Касто 90+1' | Протокол | Техера 26' Мубарак 45', 67' Х. Лопес 52' Стуані 78' Альварес 90+2' | Стадіон: Беніто Вільямарін Глядачі: 40,000 Суддя: Карлос Клос Гомес (Арагон) |  |

| 5 26 вересня 2012 | Бетіс                                                                         | 2–4      | Атлетіко (Мадрид)                                                                | Севілья                                                                                  |  |
| 21:30 ЦЄЛЧ        | Нелсон 3' Агра 26' Хуанфран 45+2' (аг) Перкі 47' Беньят 49' Кемпбелл 62', 78' | Протокол | Хуанфран 24' Фалькао 28', 48' (пен.) К. Родрігес 53' Коста 55' Гарсія 89', 90+3' | Стадіон: Беніто Вільямарін Глядачі: 37,000 Суддя: Альфонсо Альварес Іск'єрдо (Каталонія) |  |

| 6 29 вересня 2012 | Малага                                                                    | 4–0      | Бетіс     | Малага                                                                           |  |
| 18:00 ЦЄЛЧ        | Хоакін 13' (пен.) Савіола 28' Гамес 56' Амайя 72' (аг) Іско 74' Ресіо 85' | Протокол | Касто 10' | Стадіон: Ла Росаледа Глядачі: 25,753 Суддя: Хав'єр Естрада Фернандес (Каталонія) |  |

| 7 6 жовтня 2012 | Бетіс                                                                           | 2–0      | Реал Сосьєдад            | Севілья                                                                              |  |
| 22:00 ЦЄЛЧ      | Паулан 18' Мартінес 25' Беньят 42' Маріо 54', 88' Агра 77' Кастро 81' Перес 90' | Протокол | Грізманн 26' Естрада 80' | Стадіон: Беніто Вільямарін Глядачі: 30,886 Суддя: Хосе Тейшейра Вітьєнес (Кантабрія) |  |

| 8 21 жовтня 2012 | Осасуна                             | 0–0      | Реал Бетіс | Памплона                                                                                        |  |
| 19:50 ЦЄЛЧ       | Сехудо 30' Арментерос 66' Дамія 82' | Протокол | Паулан 63' | Стадіон: Ель Садар Глядачі: 15,215 Суддя: Карлос Веласко Карбальйо (Автономна спільнота Мадрид) |  |

| 9 27 жовтня 2012 | Бетіс                 | 1–0      | Валенсія                                                  | Севілья                                                                                           |  |
| 18:00 ЦЄЛЧ       | Севілья 9' Ноно 90+4' | Протокол | Перейра 5' Вієра 74' Р. Кошта 89' Банега 90+4' Гаго 90+5' | Стадіон: Беніто Вільямарін Глядачі: 33,783 Суддя: Алехандро Ернандес Ернандес (Канарські Острови) |  |

| 10 5 листопада 2012 | Хетафе                                         | 2–4      | Бетіс                                                                            | Хетафе                                                                              |  |
| 21:30 ЦЄЧ           | Рафа 20' Кастро 68' Баррада 72' Педро Леон 90' | Протокол | Беньят 38', 74' Моліна 59' Кастро 76', 90+1' Каньяс 81' Адріан 90' Севілья 90+3' | Стадіон: Колісеум Альфонсо Перес Глядачі: 8,000 Суддя: Мігель Айса Гамес (Валенсія) |  |

| 11 9 листопада 2012 | Бетіс                 | 1–2      | Гранада | Севілья                                                                                    |  |
| 21:30 ЦЄЧ           | Паулан 60' Кастро 62' | Протокол | Торже 8' Ангуло 27' Гомес 31' Діакате 41' М. Ріко 74' Брагімі 78' Ортіс 79' Флоро Флорес 90' Бенітес 90+1' | Стадіон: Беніто Вільямарін Глядачі: 40,000 Суддя: Карлос Дельгадо Феррейро (Країна Басків) |  |

| 12 18 листопада 2012 | Севілья                                                                  | 5–1      | Бетіс                                            | Севілья                                                                                     |  |
| 21:30 ЦЄЧ            | Реєс 1', 33' Фасіо 5', 43' Спахич 23' Палоп 56' Медель 64' Ракитич 90+1' | Протокол | Паулан 36' Посуело 47' Перес 57', 62' Кастро 66' | Стадіон: Рамон Санчес Пісхуан Глядачі: 45,000 Суддя: Фернандо Тейшейра Вітьєнес (Кантабрія) |  |

| 13 24 листопада 2012 | Бетіс                                             | 1–0      | Реал Мадрид        | Севілья                                                                            |  |
| 22:00 ЦЄЧ            | Беньят 17', 77' Севілья 41' Адріан 54' Каньяс 72' | Протокол | Пепе 56' Рамос 71' | Стадіон: Беніто Вільямарін Глядачі: 48,500 Суддя: Хесус Хіль Мансано (Естремадура) |  |

| 14 2 грудня 2012 | Депортіво                                     | 2–3 | Бетіс                                                                                   | Ла-Корунья                                                                                   |  |
| 17:00 ЦЄЧ        | Айосе 42' Айтамі 44' Рікі 56', 61' Агілар 77' |     | Кастро 39', 55' Севілья 61' Кемпбелл 76' Перес 82' Беньят 88' Адріан 90+3' Дорадо 90+4' | Стадіон: Ріасор Глядачі: 27,000 Суддя: Карлос дель Серро Гранде (Автономна спільнота Мадрид) |  |

| 15 9 грудня 2012 | Бетіс                                         | 1–2 | Барселона                          | Севілья                                                                                                |  |
| 21:00 ЦЄЧ        | Кемпбелл 37' Кастро 39' Вадільйо 62' Начо 89' |     | Мессі 16', 25' Альба 61' Педро 76' | Стадіон: Беніто Вільямарін Глядачі: 46157 Суддя: Карлос Веласко Карбальйо (Автономна спільнота Мадрид) |  |

| 16 17 грудня 2012 | Сельта Віго          | 0–1 | Бетіс                                  | Віго                                                                             |  |
| 21:30 ЦЄЧ         | Тоні 48' Бермехо 74' |     | Хуан Карлос 42' Моліна 81' Амайя 90+1' | Стадіон: Балаїдос Глядачі: 12000 Суддя: Хосе Гонсалес Гонсалес (Кастилія і Леон) |  |

| 17 22 грудня 2012 | Бетіс                            | 1–2      | Мальорка                                                              | Севілья                                                                               |  |
| 16:00 ЦЄЧ         | Беньят 6', 76' Начо 64' Чіка 88' | Протокол | Арісменді 22' Віктор 25', 31' Дос Сантос 44' Маркес 47' (пен.), 90+2' | Стадіон: Беніто Вільямарін Глядачі: 32,332 Суддя: Альберто Ундіано Мальєнко (Наварра) |  |

| 18 4 січня 2013 | Сарагоса                                                                           | 1–2      | Бетіс                                                                      | Сарагоса                                                                    |  |
| 21:30 ЦЄЧ       | Мовілья 26' Паредес 45' Поштіга 52' Монтаньєс 77' Альваро 81', 90+4' Абрагам 90+1' | Протокол | Каньяс 19' Амайя 41' Кастро 44' Іджебор 50' Моліна 58' Беньят 71' Начо 89' | Стадіон: Ромареда Глядачі: 17,000 Суддя: Хосе Тейшейра Вітьєнес (Кантабрія) |  |

| 19 13 січня 2013 | Бетіс                                 | 2–0 | Леванте                                     | Севілья                                                                            |  |
| 12:00 ЦЄЧ        | Кемпбелл 7' Перес 20' Начо Кастро 63' |     | Діоп 16' Ель-Жар 37' Рохер 58' Хуанфран 61' | Стадіон: Беніто Вільямарін Глядачі: 36,651 Суддя: Сесар Муньїс Фернандес (Астурія) |  |

| 20 21 січня 2013 | Бетіс                                                                   | 1–1 | Атлетік (Більбао)                              | Севілья                                                                        |  |
| 21:30 ЦЄЧ        | Кастро 2' (пен.) Кемпбелл 14' Беньят 21' Амайя 56' Каньяс 65' Перес 71' |     | Іраїсос 1' Гурпегі 9' Адуріс 41' Ітурраспе 75' | Стадіон: Беніто Вільямарін Глядачі: 42,000 Суддя: Мігель Айса Гамес (Валенсія) |  |

| 21 27 січня 2013 | Райо Вальєкано                                                                       | 3–0      | Бетіс                                        | Мадрид                                                                                           |  |
| 17:00 ЦЄЧ        | Піті 4' (пен.), 85' Бангура 41' Амат 47' Делібашич 64', 65' Тіто 72' Хосе Карлос 83' | Протокол | Адріан 3' Моліна 27' Беньят 30' Кемпбелл 60' | Стадіон: Кампо де Вальєкас Глядачі: 9,000 Суддя: Алехандро Ернандес Ернандес (Канарські Острови) |  |

| 22 3 лютого 2013 | Атлетіко (Мадрид)                      | 1–0      | Бетіс                                  | Мадрид                                                                                |  |
| 21:00 ЦЄЧ        | Коста 61', 66' Міранда 68' Сісма 90+1' | Протокол | Перкі 68' Чіка 68' Каньяс 70' Начо 78' | Стадіон: Вісенте Кальдерон Глядачі: 35,000 Суддя: Альберто Ундіано Мальєнко (Наварра) |  |

| 23 11 лютого 2013 | Реал Бетіс       | 0–0      | Вальядолід                                        | Севілья                                                             |  |
| 21:30 ЦЄЧ         | Амайя 82', 90+3' | Протокол | Серену 18' Рукавина 28', 75' Герра 40' Састре 66' | Стадіон: Беніто Вільямарін Глядачі: 26,785 Суддя: Мігель Перес Ласа |  |

| 24 17 лютого 2013 | Еспаньйол                                                 | 1–0      | Бетіс                                | Курналя-да-Любрагат                        |  |
| ЦЄЧ               | Гарсія 7' Санчес 36' Маттіоні 51' Капдевіла 65' Сімау 77' | Протокол | Паулан 61' Хуан Карлос 79' Перкі 88' | Стадіон: Корнелья-Ель Прат Глядачі: 20,410 |  |

| 25 24 лютого 2013 | Бетіс                                                  | 3–0      | Малага                        | Севілья                                    |  |
| ЦЄЧ               | Моліна 1' Начо 21' Маріо 28' Пабон 45' Хуан Карлос 60' | Протокол | Камачо 34', 63' Портільйо 49' | Стадіон: Беніто Вільямарін Глядачі: 32,611 |  |

| 26 3 березня 2013 | Реал Сосьєдад                                              | 3–3      | Бетіс                                                                              | Сан-Себастьян                                                      |  |
| ЦЄЧ               | К. Мартінес 36' Вела 51' І. Мартінес 56' Прієто 62' (пен.) | Протокол | Моліна 29' Кемпбелл 38' Беньят 42' Пабон 49', 66' Анхель 61' Каньяс 72' Чіка 90+1' | Стадіон: Аноета Глядачі: 22,162 Суддя: Ігнасіо Іглесіас Вільянуева |  |

| 27 8 березня 2013 | Бетіс                                                                         | 2–1      | Осасуна                                                     | Севілья                                                                       |  |
| ЦЄЧ               | Моліна 19' Начо 29' Хуан Карлос 57' Беньят 69' Паулан 72' Ноно 76' Кастро 79' | Протокол | Оєр 26' Дамія 41' Арментерос 52' Сілва 74', 90' Аррібас 83' | Стадіон: Беніто Вільямарін Глядачі: 23,824 Суддя: Алехандро Ернандес Ернандес |  |

| 28 16 березня 2013 | Валенсія                                                                      | 3–0      | Бетіс                                    | Валенсія                                                        |  |
| 17:00              | Сольдадо 16' (пен.) Рамі 38' Матьє 44' Фегулі 75' Паулан 85' (аг) Жонас 90+2' | Протокол | Начо 11' Амайя 15' Моліна 58' Анхель 75' | Стадіон: Месталья Глядачі: 35,000 Суддя: Сесар Муньїс Фернандес |  |

| 29 1 квітня 2013 | Бетіс                                          | 0–0      | Хетафе               | Севілья                                                                      |  |
| 16:00            | Беньят 53' Амайя 76' Каньяс 88' Кемпбелл 90+1' | Протокол | Борха 18' Торрес 75' | Стадіон: Беніто Вільямарін Глядачі: 25,081 Суддя: Фернандо Тейшейра Вітьєнес |  |

| 30 5 квітня 2013 | Гранада                                                | 1–5      | Бетіс                                                | Гранада                                                        |  |
| 15:00            | Сікейра 58', 79' Брагімі 71' Аранда 72' Буонанотте 82' | Протокол | Іджебор 1' Кастро 30', 32' Пабон 53' Анхель 75', 85' | Стадіон: Лос Карменес Глядачі: 20,000 Суддя: Мігель Перес Ласа |  |

| 31 12 квітня 2013 | Бетіс                                                                                        | 3–3      | Севілья                                                                | Севілья                                                                    |  |
| 16:00             | Беньят 6' Чіка 30' Амайя 30' Пабон 43' Кастро 54' (пен.) Каньяс 56' Кемпбелл 63' Іджебор 89' | Протокол | Ракитич 7', 19' Негредо 33' Фасіо 53' Медель 56' Кала 89' Морено 90+4' | Стадіон: Беніто Вільямарін Глядачі: 43,000 Суддя: Карлос дель Серро Гранде |  |

| 32 20 квітня 2013 | Реал Мадрид                                                 | 3–1      | Бетіс                        | Мадрид                                                                       |  |
|                   | Езіл 45', 90+1' Бензема 57' Начо 72' Ігуаїн 78' Роналду 81' | Протокол | Каньяс 55' Моліна 73' (пен.) | Стадіон: Сантьяго Бернабеу Глядачі: 75,000 Суддя: Альфонсо Альварес Іск'єрдо |  |

| 33 29 квітня 2013 | Бетіс                                                             | 1–1      | Депортіво                                              | Севілья                                                              |  |
| 16:00             | Каньяс 29' Вадільйо 43' Моліна 49' Кемпбелл 63' Чіка 69' Начо 70' | Протокол | Рікі 7' Айтамі 38' Агілар 59' Піцці 77' Олівейра 90+3' | Стадіон: Беніто Вільямарін Глядачі: 32,800 Суддя: Хесус Хіль Мансано |  |

| 34 5 травня 2013 | Барселона                                     | 4–2      | Бетіс                   | Барселона                                                  |  |
|                  | Санчес 9' Коррея 45' Вілья 56' Мессі 60', 71' | Протокол | Пабон 2' Перес 43', 54' | Стадіон: Камп Ноу Глядачі: 67,185 Суддя: Карлос Клос Гомес |  |

| 35 12 травня 2013 | Бетіс                  | 1–0      | Сельта Віго                                                                 | Севілья                                                                      |  |
|                   | Мабваті 37' Кастро 90' | Протокол | Крон-Делі 39' Мальйо 52' Оубінья 62', 86' Шарлес 67' Ноліто 74' Рафінья 82' | Стадіон: Беніто Вільямарін Глядачі: 38,547 Суддя: Фернандо Тейшейра Вітьєнес |  |

| 36 20 травня 2013 | Мальорка                                                | 1–0      | Бетіс              | Пальма                                                      |  |
|                   | Марті 13' Хемед 21' Гаттон 43' Арісменді 84' Ават 90+1' | Протокол | Перес 59' Начо 75' | Стадіон: Iberostar Глядачі: 13,000 Суддя: Мігель Перес Ласа |  |

| 37 26 травня 2013 | Бетіс                                         | 4–0      | Сарагоса                                                                  | Севілья                                                              |  |
|                   | Кастро 1' Пабон 17', 71' Адріан 31' Амайя 32' | Протокол | Абрагам 15' Сепунару 36' Альваро 50' Ловенс 76' Хосе Марі 83' Апоньйо 88' | Стадіон: Беніто Вільямарін Глядачі: 47,469 Суддя: Антоніо Матео Лаос |  |

| 38 1 червня 2013 | Леванте                            | 1–1      | Бетіс                                               | Валенсія                                                                      |  |
|                  | Гарсія 11' Ріос 42', 51' Родас 87' | Протокол | Севілья 33' Перес 40' Моліна 67' Касто 90' Ноно 90' | Стадіон: Сьютат де Валенсія Глядачі: 13,045 Суддя: Фернандо Тейшейра Вітьєнес |  |

### Копа-дель-Рей

#### 1/16 фіналу
| 1-й матч 1 листопада 2012 | Вальядолід                                                         | 1–0 | Бетіс      | Вальядолід                                                                   |  |
| 17:00                     | Буено 39' Серену 63' Нейра 65' Бараха 73' Баленсіага 79' Пенья 87' |     | Паулан 43' | Стадіон: Нуево Хосе Соррилья Глядачі: 11,674 Суддя: Хав'єр Естрада Фернандес |  |

| 2-й матч 27 листопада 2012 | Бетіс                                                | 3–0 (3–1 заг.) | Вальядолід | Севілья                                                                      |  |
| 19:30                      | Моліна 38' Амайя 28', 60' Кастро 62' Руеада 86' (аг) |                | Састре 28' | Стадіон: Беніто Вільямарін Глядачі: 27,789 Суддя: Альфонсо Альварес Іск'єрдо |  |

#### 1/8 фіналу
| 1-й матч 13 грудня 2012 | Лас-Пальмас                                        | 1–1 | Бетіс                                     | Лас-Пальмас-де-Гран-Канарія                                           |  |
| 22:00                   | Мурільйо 11' Корралес 16' Наусет 58' Крісантус 85' |     | Іджебор 8' Маріо 35' Перес 57' Кастро 67' | Стадіон: Gran Canaria Глядачі: 14,640 Суддя: Карлос Дельгадо Феррейро |  |
|                         |                                                    |     |                                           |                                                                       |  |

| 2-й матч 10 січня 2013 | Бетіс      | 1–0 (2–1 заг.) | Лас-Пальмас | Севілья                                                                      |  |
| 21:30                  | Кастро 85' |                |             | Стадіон: Беніто Вільямарін Глядачі: 27,755 Суддя: Фернандо Тейшейра Вітьєнес |  |
|                        |            |                |             |                                                                              |  |

## Трансфери

### Прийшли
| Дата           | Поз. | Гравець        | З клубу    | Ціна      |
| -------------- | ---- | -------------- | ---------- | --------- |
| 15 червня 2012 | НП   | Хоель Кемпбелл | Арсенал    | Оренда    |
| 10 липня 2012  | ЗХ   | Паулан         | Сент-Етьєн | Безплатно |

### Пішли
| Дата           | Поз. | Гравець            | До клубу       | Ціна              |
| -------------- | ---- | ------------------ | -------------- | ----------------- |
| 13 травня 2012 | НП   | Роке Санта-Крус    | Манчестер Сіті | Закінчення оренди |
| 13 травня 2012 | MD   | Джефферсон Монтеро | Вільярреал     | Закінчення оренди |